# Hetlina
Hetlina (Malus domestica 'Hetlina') je ovocný strom, kultivar druhu jabloň domácí z čeledi růžovitých. Plody můžeme sklízet již v polovině října, dozrávají v prosinci a lednu, skladovatelné jsou do dubna až do června. Odrůda trpí středně strupovitostí, naopak padlím minimálně. Jde o málo náročnou odrůdu. Na Domažlicku je odrůda známá i pod názvem Granátka. Stromy se mohou dožít i přes 100 let.

## Historie

### Původ
Vznik odrůdy se datuje pravděpodovně do 18. století v Chodově na Domažlicku.

## Vlastnosti

### Růst
Růst je střední. Koruna je jehlancovitá. Doporučuje se pěstování na polokmenech či čtvrtkmenech. Nepěstuje se v malých tvarech. Využívá se u ní mezištěpování, protože ve školce neroste vůbec dobře.

## Stanoviště
Odrůda není náročná na polohu. Může se pěstovat ve vyšších i horských polohách.

## Opylovací poměry
Hetlina platí za velmi dobrého opylovače. Kvete pozdě.

## Plodnost
Odrůda plodí pozdě, průměrně a celkem pravidelně.

## Plod
Plod je střední až větší velikosti, zploštělého tvaru. Je srovnatelný s Baumanovou renetou. Dužina je žlutavě bílá, těžšího charakteru a celkově dosti šťavnatá. Názory na chuť se výrazně rozcházejí. Uvádí se velmi dobrá, ale i podprůměrná chuť. Spíše se uvádí velmi dobrá chuť.

## Zdravotní účinky
Pro své výborné zdravotní účinky se Hetlina dostala na trh až do Nového Zélandu. Místní výzkumníci odhalili při testování různých odrůd světového sortimentu, že Hetlina obsahuje vysoké množství fenolických látek. Tyto látky jsou velmi známé svými protirakovinnými účinky. Hetlina jich obsahuje až třikrát více než je průměr. Může to pomoci v boji s nemocí, ale podle výzkumu může nastat zlepšení zdravotního stavu i pouhou konzumací této odrůdy. Je označováno jako protirakovinové jablko. Vyniká i vysokým obsahem antioxidantů a dalších prospěšných látek.